# 太陽にほえろ!のエピソード一覧 (1979年1月 - 1980年12月)
太陽にほえろ!のエピソード一覧（たいようにほえろ!のエピソードいちらん）は、日本テレビ系列で放送された『太陽にほえろ!』シリーズの放送タイトルである。ここでは全718話のうち、1979年1月5日から1980年12月26日までに放送された第336話から第438話までを記述する。
本記事以外のエピソードについては太陽にほえろ!#放送リストのリンクを参照。

## 1979年
| 話数    | 放送日   | サブタイトル           | 脚本                       | 監督     | ゲスト |
| ------- | -------- | ---------------------- | -------------------------- | -------- | --- |
| 第336話 | 1月5日   | ドジな二人             | 田波靖男 安斉あゆ子 小川英 | 高瀬昌弘 | 松原直子:友直子 矢野間啓二、木村豊幸、宮口二郎、岡部正純、小林重四郎、吉中六、たくみさよ、村上幹夫、伊藤浩市、マエダ・オートクラブ |
| 第337話 | 1月12日  | 偽装                   | 小川英 中村勝行            | 小澤啓一 | 松原直子:友直子 戸浦六宏、井上博一、新井和夫、西田昭市、福岡正剛、近藤準、新海文夫、根本好章、邦創典、関口篤、館野玲、黒崎勇、マエダ・オートクラブ                                                                                          |
| 第338話 | 1月19日  | 愛と殺人               | 小川英 畑嶺明              | 小澤啓一 | 松原直子:友直子 結城美栄子、河原崎次郎、山本昌平、中平哲仟、立山博雄、竹口安芸子、伊奈貫太 |
| 第339話 | 1月26日  | 暴発                   | 柏原寛司                   | 木下亮   | 松原直子:友直子 飯山弘章、森下愛子、原口剛、江角英明、伊藤初雄、草薙良一、本田博太郎、竹田光裕、花原照子 |
| 第340話 | 2月2日   | 勝利者                 | 小川英 高橋紀子            | 木下亮   | 松原直子:友直子 山西道広、戸川京子、内田稔、松下達夫、桑原一人、大竹義夫 |
| 第341話 | 2月9日   | 同期生                 | 小川英 長野洋              | 櫻井一孝 | 松原直子:友直子 久富惟晴、高原駿雄、山下真司、兼松隆、三上ひろみ、山口譲、永谷悟一、滝乙彦、北斗太郎 |
| 第342話 | 2月16日  | 何故                   | 小川英 四十物光男          | 櫻井一孝 | 松原直子:友直子 片桐夕子、富川澈夫、武内亨、東野英心、横森久、矢田稔、北見治一、根本好章、福原秀雄、川島一平、岩田博行、穴原正義、生沢雄史                                                                                                  |
| 第343話 | 2月23日  | 希望のサンバ           | 小川英 尾西兼一            | 木下亮   | 松原直子:友直子 森田順平、三東ルシア、灰地順、弘松三郎、早川研吉、鶴岡修、久保田鉄男、高山修、小熊恭子、永野明彦 |
| 第344話 | 3月2日   | 射程距離               | 小川英 四十物光男          | 木下亮   | 松原直子:友直子 三浦浩一、武藤英司、伊海田弘、三上剛、河島裕司、山本寛、大山豊、酒井郷博、富田祐一、小坂生男 |
| 第345話 | 3月9日   | 告発                   | 小川英 長野洋              | 斎藤光正 | 松原直子:友直子 秋野暢子、中野誠也、工藤明子、井上三千男、久遠利三、野路きくみ、柳沢紀男、三上剛、松田茂樹、有川雄司、高杉哲平、石崎洋光 |
| 第346話 | 3月16日  | 華麗なる証人           | 小川英 中村勝行            | 斎藤光正 | 松原直子:友直子 山本亘、奥野匡、河村弘二、幸田宗丸、相沢治夫、大矢兼臣、三上剛、千葉茂、大野原和夫、篠田薫、竹内靖、豊原英彦、井手均、藤原清世                                                                                              |
| 第347話 | 3月23日  | 謹慎処分               | 小川英 杉村のぼる          | 櫻井一孝 | 松原直子:友直子 滝田裕介、剛達人、黒部進、三上ひろみ、久保晶、ペーター・ビューガー、進藤幸、板倉加代子、成田次穂 |
| 第348話 | 3月30日  | ジュンとキング         | 小川英 四十物光男          | 櫻井一孝 | 松原直子:友直子 山谷初男、武藤章生、根岸一正、伊藤 健、永井政春、五十嵐五十鈴、荻原賢三、ハーディラ・フォン・ヒンメルブラウン号、アーター・オブ・ニューコバルト                                                                             |
| 第349話 | 4月6日   | 見知らぬ乗客           | 中村勝行                   | 竹林進   | 松原直子:友直子 大出俊、園田裕久、矢吹渡、渡辺知子、木下ゆず子、三上剛、木村令子、長島隆一、田村貫、徳弘夏生、高松政雄、三上瓔子、下村節子、真田五郎、水橋和夫、伴藤武、岸野一彦                                                            |
| 第350話 | 4月13日  | 高校時代               | 小川英 畑嶺明 皆川隆之     | 竹林進   | 松原直子:友直子 山本圭、新井康弘、今村良樹、佐藤仁哉、小栗一也、山田禅二、久保田万作、鈴木恒、中林義明、大辻鉄平、滝乙彦、二又一成、稲川善一、島田彰、中島元、戸塚孝、八木和子、小坂生男、西内彰、大竹義夫                                  |
| 第351話 | 4月20日  | 密室殺人               | 小川英 柏倉敏之            | 高瀬昌弘 | 松原直子:友直子 永井智雄、川辺久造、梅津栄、檜よしえ、里木佐甫良、西川敬三郎、小沢忠臣、相原巨典、新城美奈子、加藤茂雄、喜田晋平 |
| 第352話 | 4月27日  | ボン・絶体絶命         | 畑嶺明                     | 高瀬昌弘 | 松原直子:友直子 佐藤允、佐藤晟也、友金敏雄、吉中六、永井玄哉、鹿島信哉、萩原竹夫、君塚正純 |
| 第353話 | 5月4日   | ラスト・チャンス       | 小川英 渡辺由自            | 小澤啓一 | 松原直子:友直子 柳生博、深江章喜、阪脩、藤瀬雅子、林孝一、槐柳二、信沢三恵子、沼波輝枝、辻村真人、八代駿、峰恵研、入江正徳、仁内達之、西朱実                                                                                                |
| 第354話 | 5月11日  | 交番爆破               | 小川英 杉村のぼる          | 小澤啓一 | 松原直子:友直子 牟田悌三 大林直樹、志麻哲也／蟹江敬三、天草四郎 太田淑子、沖恂一郎、二見忠男、堀礼文、梶哲也／瀬能礼子、北九州男、兼松隆 松金よね子、作間功、高橋直子、安西正弘、林一夫、小山嘉文／森沢早苗、岩城和男、マエダ・オートクラブ |
| 第355話 | 5月18日  | ボス                   | 鎌田敏夫                   | 竹林進   | 松原直子:友直子 睦五郎、遠藤征慈、北村和夫、三浦真弓、井上博一、久米明、汐路章、中田 博久、水谷貞雄、平沢公太郎、和沢 昌治、澤木慶瑞、勝野勝、岡崎夏子、古田千鶴、柿沢邦彦                                                                  |
| 第356話 | 5月25日  | 制服を狙え             | 小川英 杉村のぼる 原隆仁   | 竹林進   | 松原直子:友直子 井上高志、多宮建二、小笠原弘、小倉雄三、北川陽一郎、竹田光裕、松尾文人、鈴木恒、久保田鉄男、生沢雄史、乃母一平、宍原正義、義達勉、横谷雄二                                                                                  |
| 第357話 | 6月1日   | 犯罪スケジュール       | 小川英 中村勝行            | 児玉進   | 松原直子:友直子 片岡五郎、酒井昭、東条きよし、嶋めぐみ、田口計、幸田宗丸、高崎良三、宗近晴見、大矢兼臣、高松政雄、若原初子、小坂生男、森下明、渡辺真六、武田倫一、岩本照雄                                                                  |
| 第358話 | 6月8日   | 愛の暴走               | 小川英 尾西兼一            | 児玉進   | 松原直子:友直子 中西良太、石田えり、河西健司、吉宮和幸、櫛田拳三、吉田宏靖、新宅明、加藤茂雄、鈴木実、前田克典、後藤義彦、荒井光信 |
| 第359話 | 6月15日  | ジョギングコース       | 小川英 渡辺由自            | 竹林進   | 松原直子:友直子 岸本加世子、山本紀彦、富山真沙子、堀礼文、前沢迪雄、北川陽一郎、三上剛、松田茂樹、高橋信子、岸井あや子、大村千吉、武田良史、榊原良子、柿沢邦彦、永谷悟一、大木史朗                                                          |
| 第360話 | 6月23日  | ボンは泣かない         | 小川英 畑嶺明              | 竹林進   | 松原直子:友直子 紀比呂子、木原正二郎、福井友信、栗田八郎、鶴岡修、木下ゆず子、平隆有子、重盛てる江、三沢もと子、小野田博美、武田倫一、鈴木実、新井一夫、大島光幸、藤田康之                                                                  |
| 第361話 | 6月30日  | 殺人鬼                 | 小川英 杉村のぼる          | 櫻井一孝 | 松原直子:友直子 名古屋章、氏家修、青木和代、鳥木元博、元田功、山谷康司、吉田真弓、大熊英之、宮地真由美 |
| 第362話 | 7月6日   | デイト・ヨコハマ       | 柏原寛司                   | 櫻井一孝 | 松原直子:友直子 早瀬令子:長谷直美 ナンシー・チェニー、中村ブン、中村孝雄、木村元、吉良冬太、檀喧太、成田次穂、伊藤弘一、伊藤健、石崎洋光、西内彰、戸塚孝、星野晃                                                                            |
| 第363話 | 7月13日  | 13日金曜日ボン最期の日 | 長野洋                     | 竹林進   | 松原直子:友直子 根岸とし江 倉田:望月太郎／青木真知子、大橋一輝 上野綾子、高杉哲平、稲川善一、佐瀬陽一／五十嵐美鈴、市川千恵子 西内彰、鈴木実、由利勝郎、橋本美佳／マエダ・オートクラブ                                                      |
| 第364話 | 7月20日  | スニーカー刑事登場!    | 小川英 四十物光男          | 竹林進   | 松原直子:友直子、五代早苗:山下幹子 田口良:宮内淳 根岸とし江 倉田:望月太郎／伊達弘、鮎川浩、藤井つとむ、小寺大介 大竹義夫、村上久勝、戸塚孝、二家本辰己、山崎優子／マエダ・オートクラブ                                                      |
| 第365話 | 7月27日  | その一瞬…!             | 中村勝行                   | 児玉進   | 松原直子:友直子、 近藤洋介、片桐竜次、金子勝美、摂祐子、中島元、大辻鉄平、山本敏之、郷内栄喜、前川広一、高橋義浩、後藤久男、前田克典 |
| 第366話 | 8月3日   | 真夜中の殺意           | 小川英 古内一成            | 児玉進   | 松原直子:友直子、坪田直子、加納省吾、森田順平、安本夏彦、倉吉朝子、滝乙彦、岩城和男、村上幹男、山口譲、荒瀬寛樹、山川弘乃 |
| 第367話 | 8月10日  | 跳べ!スニーカー        | 小川英 尾西兼一            | 櫻井一孝 | 松原直子:友直子、今福将雄、江角英明、新海百合子、椎谷建治、三浦伸、中瀬博文、石崎洋光、古川隆、星野晃、鹿島研、北斗太郎、柿木恵至 |
| 第368話 | 8月17日  | 事件の背景             | 小川英 柏倉敏之            | 櫻井一孝 | 松原直子:友直子、米倉斉加年、南風洋子、竹田かほり、酒井昭、福岡正剛、井上三千男、多田幸男、広田正光、皆川明男、水橋和夫、新山真弓 |
| 第369話 | 8月24日  | その一言               | 長野洋                     | 山本迪夫 | 松原直子:友直子、日野道夫、小林尚臣、高橋和枝、矢田稔、市村昌治、進藤幸、永谷悟一、中山一也、及川真美、半田昌子、西朱実 |
| 第370話 | 8月31日  | 恐怖の食卓             | 小川英 畑嶺明              | 山本迪夫 | 松原直子:友直子、峰竜太、西本裕行、青木和子、川上夏代、高橋淳、稲吉靖、門脇三郎、松田章 |
| 第371話 | 9月7日   | 愛するもののために     | 小川英 尾西兼一            | 竹林進   | 松原直子:友直子、松本留美、有川博、矢吹寿子、霜島八千代、野見山夏子、沢井孝子、小沢忠臣、西川敬三郎、若尾義昭、寺島祥子、大矢兼臣、小椋基広、千野弘美                                                                                       |
| 第372話 | 9月14日  | 最後の審判             | 小川英 古内一成            | 竹林進   | 松原直子:友直子、菅貫太郎、梶三和子、佐々木充、土田悦子、金井進二、灰地順、鈴木恒、相原巨典、猪野剛太郎、本庄和子、桜井恵美子、大原和彦、今井伊佐男                                                                                         |
| 第373話 | 9月21日  | 疑わしきは             | 中村勝行                   | 櫻井一孝 | 松原直子:友直子、森大河、古川小夜子、本間文子、松本朝夫、沢田情児、竹田光裕、上野綾子、松尾文人、久遠利三、中島元、山本寛、伊尾 正子、岡田和子、小寺大介、武内靖、市川勉、萩原紀、横谷雄二、篠田薫                                          |
| 第374話 | 9月28日  | 直感                   | 小川英 畑嶺明              | 櫻井一孝 | 松原直子:友直子、多宮健二、草薙良一、吉良冬太、木原武樹、村上幹夫、政宗一成、大木史朗、荻原徹也、高田 康司、マエダ・オートクラブ |
| 第375話 | 10月5日  | 護送                   | 長野洋                     | 山本迪夫 | 松原直子:友直子、平泉征、石田太郎、北見治一、新城美奈子、穴原正義、松田章、石川隆昭 |
| 第376話 | 10月12日 | 右往左往               | 小川英 四十物光男          | 山本迪夫 | 松原直子:友直子、佐々木勝彦、磯村健治、船渡伸二、狩野勝彦、吉中六、新田修平、二家元辰巳、田中忠義 |
| 第377話 | 10月19日 | 秋深く                 | 小川英 渡辺由自            | 櫻井一孝 | 松原直子:友直子、渥美国泰、森田あけみ、頭師孝雄、伊藤弘一、高杉哲平、松本敏男、龍のり子、岸本功、松島雪子、明石勤、門谷美佐 |
| 第378話 | 10月26日 | やさしい棘             | 小川英 畑嶺明              | 櫻井一孝 | 松原直子:友直子、河原崎長一郎、伊東平山、柿沼大介、広田正光、別所立木、刀原章光、荒瀬寛樹、町田幸夫 |
| 第379話 | 11月2日  | 旅の夢                 | 小川英 中村勝行            | 山本迪夫 | 松原直子:友直子、光丘真理、石田信之、袋正、成田次穂、岸井あや子、大山豊、永谷悟一、三沢もとこ、半田晶子、津賀有子、平田京子、阿部美恵子、水橋和夫、宮田光、山中康司                                                                         |
| 第380話 | 11月9日  | 見込捜査               | 小川英 尾西兼一            | 山本迪夫 | 松原直子:友直子、井上孝雄、野瀬哲男、岡田英次、早川保、吉岡ひとみ、西田昭市、内藤栄造、村上幹夫 |
| 第381話 | 11月16日 | ともしび               | 小川英 尾西兼一            | 木下亮   | 松原直子:友直子、谷口香、沖田駿一、立枝歩、松尾文人、森村菜摘、丸山詠二、和田一壮、大原稜子、茂木幹雄、杉山真稀子、横谷雄二 |
| 第382話 | 11月23日 | 甘ったれ               | 長野洋                     | 木下亮   | 松原直子:友直子、頭師佳孝、久富惟晴、井上三千男、上野綾子、小寺大介、中島元、西朱実 |
| 第383話 | 11月30日 | 兄貴                   | 小川英 四十物光男          | 櫻井一孝 | 松原直子:友直子、浜畑賢吉、草薙幸二郎、八木昌子、野口貴史、信沢三恵子、高杉玄、船渡伸二、大矢兼臣、松田茂樹、宮田光、町田幸夫、島村卓志、相原巨典、近江信行                                                                                 |
| 第384話 | 12月7日  | 命                     | 小川英 古内一成            | 櫻井一孝 | 松原直子:友直子、柿崎澄子、梅野泰靖、梅津栄、高田敏江、小笠原弘、永井玄哉、滝乙彦、篠田薫、佐瀬洋一、伊藤京子、山中真佐美 |
| 第385話 | 12月14日 | 死                     | 小川英 四十物光男          | 児玉進   | 松原直子:友直子、内田稔、執行佐智子、中嶋香葉子、金井進二、早川純一、渡辺知子、東条きよし、木田愛子、松島真一、西山直樹、泉よし子、三輪和歳、田川千春、高野真一                                                                             |
| 第386話 | 12月21日 | 信頼                   | 小川英 尾西兼一            | 児玉進   | 松原直子:友直子、山本紀彦、永井譲滋、なかはら五月、北川陽一郎、藤瀬雅子、若尾義昭、西国成男、永井政春、中村雅紀、杉本親憲、マエダ・オートクラブ                                                                                             |
| 第387話 | 12月28日 | 雨の中の女             | 小川英 石川孝人            | 竹林進   | 松原直子:友直子、小林千登勢、幸田宗丸、新井和夫、矢吹渡、多田幸男、飯田和平、釆野圭子、大木史朗、森幹太、岸野一彦、宇都宮則之、関口和之、マエダ・オートクラブ                                                                               |

## 1980年
| 話数    | 放送日   | サブタイトル                   | 脚本                       | 監督     | ゲスト |
| ------- | -------- | ------------------------------ | -------------------------- | -------- | --- |
| 第388話 | 1月4日   | ゴリラ                         | 長野洋                     | 木下亮   | 松原直子:友直子 工藤明子、見城貴信、佐藤京一、デビット、宮田光、矢野泰子、早川研吉、郷内栄喜、中瀬博文、柿木恵至、鈴木実、萩原紀、山中康司                                                                                            |
| 第389話 | 1月11日  | 心の重荷                       | 小川英 渡辺由自            | 竹林進   | 松原直子:友直子 佐久間宏則、絵沢萠子、小川露里、三鈴栄子、小倉雄三、大林直樹、福岡正剛、柄沢英二、金子勝美、岡田勇、今井隆之、伊藤弘一、大山豊、麻ミナ、三沢もとこ、山田京子、池まり子、大原穣子、篠田薫                              |
| 第390話 | 1月18日  | 二十歳の殺人                   | 小川英 尾西兼一            | 児玉進   | 松原直子:友直子 斉藤とも子、清水昭博、広瀬昌助、町田博子、鮎川浩、相沢治夫、松沢千恵子、酒井郷博、林弘造、小川真喜子 |
| 第391話 | 1月25日  | 黄色いボタン                   | 小川英 古内一成            | 櫻井一孝 | 松原直子:友直子 加藤嘉、佳那晃子、片山真由美、原田清人、高山彰、鶴岡修、檀喧太、吉田太門、岡崎夏子、本庄和子、溝口順子、数間正徳 |
| 第392話 | 2月1日   | 流れ者                         | 小川英 柏原寛司            | 櫻井一孝 | 松原直子:友直子 松井紀美江、北條清嗣、中島元、三重街恒二、依田英助、高崎蓉子、吉田美雪、山本寛、マエダ・オートクラ |
| 第393話 | 2月8日   | 密偵                           | 長野洋                     | 竹林進   | 松原直子:友直子 伊藤孝雄、小野武彦、剛達人、稲葉義男、高原駿雄、木原正二郎、森田はるか、堀礼文、沖順一郎、二家本辰己、藤岡一也、藤田康之、マエダ・オートクラブ                                                                        |
| 第394話 | 2月15日  | 鮫やんの受験戦争               | 小川英 畑嶺明              | 竹林進   | 松原直子:友直子 鮫島勘五郎:藤岡琢也、谷川みゆき、清家栄一、広田正光、津賀有子、大橋一輝、山口譲、三留真由美、川上伸之、風間賢、白川絹子、藤井敦、山崎康雄、斉藤薫子、高橋昌也、堀広道                                                 |
| 第395話 | 2月22日  | 爆破魔                         | 小川英 四十物光男          | 山本迪夫 | 松原直子:友直子 深水三章、横森久、志麻哲也、松尾文人、大峰順二、小寺大介、マエダ・オートクラブ |
| 第396話 | 2月29日  | 記念樹                         | 小川英 塩田千種            | 山本迪夫 | 松原直子:友直子 浜村純、山下幹子、北村総一朗、吉本隆浩、高林由紀子、阪脩、小林文彦、沢りつお、峰恵研、吉中六、三上剛、マエダ・オートクラブ                                                                                            |
| 第397話 | 3月7日   | 昔の告発                       | 小川英 中村勝行            | 木下亮   | 松原直子:友直子 片桐夕子、三景啓司、江角英明、若尾義昭、永谷悟一、佐藤功、三上剛、村上 幹夫、舮居達彦、岩城和男、荒瀬寛樹、永野明彦、マエダ・オートクラブ                                                                             |
| 第398話 | 3月14日  | 名残り雪                       | 小川英 古内一成            | 木下亮   | 松原直子:友直子 友里千賀子、西岡徳美、辻伊万里、大山豊、篠田薫、金子勝美、鈴木実、城野勝己、柿木恵至、マエダ・オートクラブ |
| 第399話 | 3月21日  | 廃墟の決闘                     | 長野洋                     | 竹林進   | 松原直子:友直子 佐々木勝彦、森大河 沢田和美、多田幸男、栗田八郎 三井恒、福山象三、広田正光、町田幸夫、本庄和子／マエダ・オートクラブ 滝隆一:沖雅也                                                                                    |
| 第400話 | 3月28日  | スコッチ・イン・沖縄           | 長野洋                     | 竹林進   | 松原直子:友直子 佐々木勝彦、森大河 沢田和美、多田幸男、森幹太 福山象三、相原巨典、大木史郎、兼松隆、丸山秀夫／マエダ・オートクラブ |
| 第401話 | 4月4日   | 紙飛行機                       | 小川英 四十物光男          | 斎藤光正 | 松原直子:友直子 中野誠也 岩瀬浩規、下村節子、久遠利三、成田次穂、水橋和夫 三重街恒二、酒井郷博、大竹義夫、石井大介／マエダ・オートクラブ                                                                                              |
| 第402話 | 4月18日  | 島刑事よ、安らかに             | 小川英 古内一成            | 斎藤光正 | 松原直子:友直子 栗原敏、高橋利道、鈴木弘道 増岡弘、岸野一彦、大曲えり子、乃母一平 小池幸次、小林玉枝、橋本康秀、小川真喜子／ジャパン・アクションクラブ、マエダ・オートクラブ                                                          |
| 第403話 | 4月25日  | 罪と罰                         | 小川英 尾西兼一            | 櫻井一孝 | 松原直子:友直子 山谷初男、伊東達広／荒木道子 北見治一、立花房子、梶哲也、沖恂一郎／高品正広、前田哲朗 藤瀬雅子、進藤幸、升本由喜子、角田篤／朝戸鉄也、安西正弘 八代駿、猪野剛太郎、小野田めぐみ、門脇三郎／マエダ・オートクラブ       |
| 第404話 | 5月2日   | 鍵のかゝった引出し             | 小川英 畑嶺明              | 櫻井一孝 | 松原直子:友直子 湯沢紀保、土門峻 神山寛、本山可久子、伊東平山 豊原健、入江正徳、横尾三郎、村上幹夫／マエダ・オートクラブ |
| 第405話 | 5月9日   | 時効                           | 小川英 四十物光男          | 児玉進   | 松原直子:友直子 石田太郎 藤江リカ、矢田稔、福岡正剛 小倉雄三、木下ゆず子、東条きよし 小笠原弘、沢りつお、大村千吉、升本泰造／マエダ・オートクラブ                                                                                     |
| 第406話 | 5月16日  | 島刑事よ、さようなら           | 小川英 古内一成            | 児玉進   | 松原直子:友直子 山本紀彦、斉藤こず恵 武内亨、久保田民絵、武内文平 大矢兼臣、吉中六、松尾文人、岩城和夫 荒瀬恵、越後亜紀子、加藤茂雄、穴原正義／マエダ・オートクラブ                                                                   |
| 第407話 | 5月23日  | 都会の潮騒                     | 柏原寛司                   | 鈴木一平 | 早瀬令子:長谷直美 松原直子:友直子 井上高志 笹入舟作、三浦伸、柄沢英二、藤紗千子 宮田光、佐藤功、三上昭子、須摩弥生、中里ひろみ／マエダ・オートクラブ                                                                                  |
| 第408話 | 5月30日  | スコッチ誘拐                   | 中村勝行                   | 鈴木一平 | 松原直子:友直子 石橋蓮司 西本裕行、白石まるみ、永井雅春 飯田浩幾、泉よし子、岸本功、山中康司、赤出川浩道／マエダ・オートクラブ |
| 第409話 | 6月6日   | 英雄                           | 小川英 長野洋              | 竹林進   | 松原直子:友直子 飯山弘章 八木昌子、木原正二郎、石山雄大 福原秀雄、進藤幸、山口和夫、桑原一人 大竹義夫、中瀬博文、藤岡一也、岡田勝／マエダ・オートクラブ                                                                               |
| 第410話 | 6月13日  | 捜査だけが人生じゃない         | 小川英 尾西兼一            | 竹林進   | 松原直子:友直子 浜田光夫 下塚誠、金井進二 相原巨典、藤原益二、鹿島研、古川隆／マエダ・オートクラブ |
| 第411話 | 6月20日  | 長さんが人を撃った             | 小川英 四十物光男          | 山本迪夫 | 松原直子：友直子、野崎康江：西朱実 氏家修、内田勝正 坂口芳貞、中田彩子、小畑あや、三沢もとこ 神宮司、永野明彦、西内彰、阿部裕子、田村のぞみ／マエダ・オートクラブ                                                                     |
| 第412話 | 6月27日  | 似顔絵                         | 小川英 古内一成            | 山本迪夫 | 松原直子:友直子 峰竜太 森下哲夫、加藤和夫、阪脩 稲吉靖司、辻輝彦、山田禅二 吉中六、津賀有子、麻ミナ、山口譲／カー・スタント:マエダ・オートクラブ                                                                                      |
| 第413話 | 7月4日   | エーデルワイス                 | 小川英 四十物光男          | 竹林進   | 早瀬令子：長谷直美 松原直子：友直子 平泉征 寺島達夫、原田清人、笹入舟作 五十嵐五十鈴、高杉哲平、馬場広人、檜作往子、森篤夫／水橋和夫、カー・スタント:マエダ・オートクラブ                                                             |
| 第414話 | 7月11日  | 島刑事よ、永遠に               | 小川英 畑嶺明              | 竹林進   | 三好恵子:香野百合子、松原直子:友直子 大村波彦 中井啓補、原口剛 中村孝雄、牧田正嗣、大矢兼臣 依田英助、大木史郎、阿部渡／カー・スタント:マエダ・オートクラブ                                                                           |
| 第415話 | 7月18日  | ドクター刑事登場!              | 長野洋                     | 澤田幸弘 | 松原直子:友直子 稲葉義男、佐久間宏則 吉野巡査:横谷雄二、日立絵里子 大河内稔、豊原健、鈴木和夫、庄司三郎／カー・スタント:マエダ・オートクラブ                                                                                          |
| 第416話 | 7月25日  | ゴリさんが殺人犯?              | 小川英 尾西兼一            | 澤田幸弘 | 西山署長：平田昭彦、松原直子:友直子 有川博 吉野巡査:横谷雄二、一柳みる、沢田情児 広田正光、入江正徳、三上瓔子、町田幸夫／カー・スタント：マエダ・オートクラブ                                                                         |
| 第417話 | 8月1日   | ボスの誕生日                   | 小川英 尾西兼一 小木曽豊一 | 山本迪夫 | 松原直子：友直子 堀内正美 伊藤正次、高田敏江 藤瀬雅子、中里綾子、永谷悟一 津田世一、飯田道郎、松尾文人、菅えりこ／カー・スタント：マエダ・オートクラブ                                                                                |
| 第418話 | 8月8日   | ルポライター                   | 小川英 古内一成 渡辺由自   | 山本迪夫 | 松原直子：友直子 田島令子 矢吹渡、宮川洋一、神田隆、灰地順 幸田宗丸、原田千枝子、茜ゆう子、山口勝美／山崎優子、横尾三郎 佐藤京一、スーパー・リキ、倉沢真一、真田英明、荒瀬寛樹／カー・スタント：マエダ・オートクラブ                  |
| 第419話 | 8月15日  | 禁じられた怒り                 | 長野洋                     | 鈴木一平 | 松原直子：友直子 水原ゆう紀 山西道広 奥野匡、松下達夫、奥村公延、増岡弘 大谷朗、松田茂樹、相原久美子、泉よし子／マエダ・オートクラブ                                                                                                  |
| 第420話 | 8月22日  | あなたは早瀬婦警を妻としますか | 柏原寛司                   | 鈴木一平 | 早瀬令子：長谷直美 松原直子：友直子 深水三章 堀勉、吉田宏靖、大鹿伸一 相原巨典、鹿野新太郎、森篤夫、宮田光／マエダ・オートクラブ |
| 第421話 | 8月29日  | ドックとスニーカー             | 小川英 古内一成            | 竹林進   | 松原直子：友直子 森大河、河津左衛子 中村良男、井上三千男、成田次穂 島村卓志、村上幹夫、伊倉一恵／カー・アクション：マエダ・オートクラブ                                                                                               |
| 第422話 | 9月5日   | 令子、俺を思い出せ!!           | 小川英 尾西兼一            | 竹林進   | 岩城令子：長谷直美 松原直子：友直子 沖田駿一、福山象三、藤紗千子、吉良冬太 桑原一人、吉田太門、山田京子、団巌、三重街恒二 佐藤文紀、三宅悦子、青柳丈太郎、斉藤徳子、戸塚孝／カー・アクション：マエダ・オートクラブ                    |
| 第423話 | 9月12日  | 心優しき戦士たち               | 小川英 君塚良一            | 山本迪夫 | 松原直子：友直子、野崎康江：西朱実 田中浩二、池田信子、星野浩司 頭師孝雄、西田健、安原義人 木村令子、中島元、福岡由里子、植村恭子、工藤えり／カー・スタント：マエダ・オートクラブ                                                     |
| 第424話 | 9月19日  | 拳銃を追え!                    | 小川英 尾西兼一            | 山本迪夫 | 松原直子：友直子 倉石功 新田昌玄／高橋和枝、兼本新吾 二見忠男、二又一成、信実一徳、檀喧太、相沢治夫／康有羅、赤出川浩道、猪野剛太郎 永田伸介、丸山秀夫、菊地康二、歌川秀夫、垣内隆／カー・スタント:マエダ・オートクラブ               |
| 第425話 | 9月26日  | 愛の詩-島刑事に捧ぐ            | 小川英 古内一成            | 高瀬昌弘 | 三好恵子:香野百合子、松原直子:友直子 星野真弓、三景啓司 吉田悟、三上剛、山崎之也、潤じゅん、伊藤健 谷本一、木内マキ、岩城和男、宮下良二、荒瀬恵 麻ミナ、高崎蓉子、竹内靖、岸本功、横尾三郎／カー・スタント:マエダ・オートクラブ       |
| 第426話 | 10月3日  | 愛の終曲                       | 小川英 尾西兼一            | 高瀬昌弘 | 松原直子：友直子 佳那晃子 潮哲也 小林伊津子、松田茂樹、五月晴子 三上剛、荒瀬寛樹、加藤茂雄、志村幸江／カー・スタント：マエダ・オートクラブ                                                                                            |
| 第427話 | 10月10日 | 小さな目撃者                   | 長野洋                     | 山本迪夫 | 松原直子:友直子、吉野巡査:横谷雄二 鳥居浩一、山本亜季 原田清人、梶哲也、下村節子、磯部稲子、小熊恭子 野村昇史、金子勝美、門谷美佐、宇佐美多恵子、鍋島達也／カー・スタント：マエダ・オートクラブ                                       |
| 第428話 | 10月17日 | ドック対ドッグ                 | 小川英 四十物光男          | 山本迪夫 | 松原直子:友直子、吉野巡査:横谷雄二 西岡徳馬 河村弘二、広田正光、井上三千男 島村卓志、中山一也、中島元 ドッグ：アルマ・フォーム・ジョーナイ号、指導：梁田カツ子／カー・スタント：マエダ・オートクラブ                                  |
| 第429話 | 10月24日 | 不良少年                       | 小川英 尾西兼一            | 鈴木一平 | 岩城令子:長谷直美 松原直子：友直子 長谷川諭 松本朝夫、永井雅春、邦創典、園田みゆき、佐々木由起恵／星一、田中雅比呂 藤井章人、山中泰介、植松顕治、峰健太、鈴木義弘／カー・スタント：マエダ・オートクラブ                               |
| 第430話 | 10月31日 | 東京大追跡                     | 小川英 四十物光男          | 鈴木一平 | 松原直子：友直子 真田英明、関川慎二 柄沢英二、久保晶、市川好朗、飯島大介 西尾徳、吉田太門、永谷悟一、町田幸夫 表義光、片山健、谷口孝司、曽我一貴、新井一夫／カー・スタント：マエダ・オートクラブ                                      |
| 第431話 | 11月7日  | 誰が彼を殺したか               | 小川英 古内一成            | 山本迪夫 | 松原直子：友直子 片桐夕子 瞳順子 里見和香、井上高志、伊海田彩、久遠利三／松田茂樹、石田圭祐 平田京子、三上剛、泉よし子、大山豊、山地美貴／カー・スタント：マエダ・オートクラブ                                                        |
| 第432話 | 11月17日 | スリ学入門                     | 小川英 古内一成            | 山本迪夫 | 松原直子:友直子、吉野巡査:横谷雄二 浜村純 横森久、木内マキ、山崎優子、桑原一人 畑中猛重、春田純一、丹羽たかね、神田盟子、牧野和子／カー・スタント：マエダ・オートクラブ                                                               |
| 第433話 | 11月21日 | 金髪のジェニー                 | 柏原寛司                   | 高瀬昌弘 | 松原直子：友直子 竹田かほり 潤ますみ、梅津栄、大木正司 外山高士、谷本一、稲吉靖司 小倉雄三、北川欽三、原田千枝子、木下藤吉郎／カー・スタント：マエダ・オートクラブ                                                                    |
| 第434話 | 11月28日 | ある誘拐                       | 小川英 君塚良一            | 高瀬昌弘 | 松原直子:友直子、野崎康江：西朱実 角野卓造 小野武彦、笹入舟作、倉吉朝子／里木佐甫良 矢野みち、小笠原まりこ、藤悦子、宇乃壬麻／諸星洋子、高杉哲平 市川勉、小池幸次、金沢寿一、伊東あつ子、嶋英二／カー・スタント：マエダ・オートクラブ |
| 第435話 | 12月5日  | スター                         | 小川英 尾西兼一            | 鈴木一平 | 松原直子：友直子 西田健 中島ゆたか 北条清嗣、三沢もとこ、三浦伸 三川雄三、神部みどり、三上昭子、伊藤正博／カー・スタント：マエダ・オートクラブ                                                                                        |
| 第436話 | 12月12日 | 父親                           | 長野洋                     | 鈴木一平 | 松原直子：友直子 西條勝：梅野泰靖 津田和彦、西本裕行、西條進：三景啓司 渡辺知子、佐藤晟也、栗田八郎、大内幸子 中瀬博文、二家本辰己、高橋正昭、城野勝己、井口修一／カー・スタント：マエダ・オートクラブ                                |
| 第437話 | 12月19日 | ニセモノ・ほんもの             | 小川英 四十物光男          | 斎藤光正 | 松原直子：友直子 佐野浅夫 井上博一、奥村公延、原口剛 天草四郎、沖田駿一、三上瓔子 相原巨典、宮田光、林弘造／カー・スタント：マエダ・オートクラブ                                                                                      |
| 第438話 | 12月26日 | 取調室                         | 峯尾基三                   | 斎藤光正 | 松原直子：友直子 原田大二郎 灰地順、風祭ゆき、成田次穂 明日香和泉、島村卓志、三上剛 山崎之也、村上理子、中川明、小寺大介／カー・スタント：マエダ・オートクラブ                                                                        |